# Paraphylloptera relicta
Paraphylloptera relicta är en insektsart som beskrevs av George Clifford Carl 1914. Paraphylloptera relicta ingår i släktet Paraphylloptera och familjen vårtbitare. Inga underarter finns listade i Catalogue of Life.